# Захари Желев
Захари Желев е български художник.

## Биография и творчество
Захари Желев е роден на 19 февруари 1868 г. в Казанлък. На 11 години остава сирак. Високопоставеният руски офицер Григорий Барадевски го открива и го изпраща в Одеса, където бъдещият художник получава образованието си и оформя първоначалния си интерес към изобразителното изкуство. През 1882 г. завършва „Рисувалната школа на дружеството за изящни изкуства“ в Одеса и през есента на 1884 г. се завръща в България. Продължава образованието си в Казанлъшкото педагогическо училище. Междувременно участва и като доброволец в Сръбско-българската война през 1885 г. През 1891 г. се премества в Пловдив. На Изложението през следващата година негова творба му печели стипендия за следване в Италия. Учи живопис в Торинската художествена академия „Албертина“ при професор Джакомо Гроссо. Среща се с талантливите си колеги Георги Митов и Драган Данаилов. От този период на художника са запазени в Художествена галерия - Казанлък няколко етюда на глави и голи тела, които говорят за един роден живописец с овладян рисунък, изявено усещане за пластика и пространство. Три десетилетия след неговото завършване етюдите му са стояли все още в залите на Торинската академия като пример за отлично изпълнени живописни задачи. Пред 1898 г. завършва Академията и тогава създава живописния си автопортрет, който се счита за най-значимото му и представящо го произведение.
След завръщането си в България учителства осем години в Шумен, където утвърждава пристрастието си към портрета, рисувайки свои близки и познати. През 1906 г. се установява в Казанлък, където атмосферата по това време не приляга на деликатността на характера му и той постепенното потъва в бита. Прозата на делничното, грижите за дома и новото си семейство постепенно го отдалечават от изкуството. Докато учителства в Педагогическото училище, той създава само няколко портрета, между които и този на Ради Радев, бъдещ кмет на София, както и няколко ескизи към пейзажи, които не завършва. Все по-рядко посяга към четката, докато през 20-те и 30-те години творчеството му окончателно замира.
Захари Желев оставя зад себе си около двадесет запазени от студентските му години творби и приблизително толкова портрета, рисувани след завръщането от Италия. Не е правил самостоятелни изложби. Умира на 15 март 1942 г. в Казанлък, останал неизвестен и забравен, макар че е един от видните представители на старата италианска академична школа, един от даровитите първи наши художници.